# Embrach
Embrach, im Ortsdialekt Ämbri [æmbri], 1809–1931 offiziell Unterembrach, ist eine politische Gemeinde, die zum unteren Tösstal im Bezirk Bülach des schweizerischen Kantons Zürich gehört.

## Wappen
Blasonierung:
In Rot zwei gekreuzte silberne Petrus-Schlüssel
Bis in die Mitte des 16. Jahrhunderts bestanden Siegel mit Petrusabbildungen. Die heutigen Petrus-Schlüssel sind also eine Anlehnung an diese Tradition. Der Wechsel zum weltlichen Symbol erfolgte wegen der Reformation (Bildersturm).

## Geographie

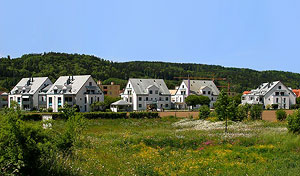
Sommer am Rückhaltebecken im Grund

Embrach liegt im Embrachertal, 6 Kilometer nordöstlich des internationalen Flughafens Zürich, in einem weiten U-förmigen Seitental der Töss. Eine Ebene von 500 ha Grösse, 5 km Länge und bis zu 1,5 km Breite bildet den Talgrund. Die Ebene wird von den Hängen des Blauen im Osten, des Dättenberg im Westen, des Ghei und der Egg im Süden sowie der Tössschlucht im Norden begrenzt. Der Wildbach entwässert das Embrachertal Richtung Norden in die Töss bei Rorbas. Die Landschaft wurde in der Riss-Kaltzeit vom Linth-Gletscher geformt.
Von den 12,72 km² Gesamtfläche Embrachs entfallen 45,4 % auf Wald oder Gehölze, 31,6 % auf landwirtschaftliche Flächen sowie 21,4 % auf Siedlungsflächen plus Verkehrsflächen (Stand 2018).
Die Besiedlung Embrachs erstreckt sich vorwiegend der Hauptverkehrsachse entlang vom Oberdorf im Süden bis zum Psychiatrie-Zentrum Hard im Norden. Embrach ist ein 3 km langes Strassendorf. Als beste Wohnlage gelten die durchgangsstrassenfreien Hänge des Sonnen- und Guldenbergs im Osten des Dorfes, wo seit dem Mittelalter Wein angebaut wurde.
Der höchste Punkt ist der Tisch im Gebiet Blauen auf 609 m ü. M. Der tiefste Punkt ist die Töss westlich des «Kleinwasserkraftwerks Freienstein» auf 360 m ü. M. Das Dorfzentrum mit der reformierten Kirche liegt auf 428 m ü. M., circa 6 km nordöstlich des internationalen Flughafens Zürich. Der geographische Mittelpunkt (Flächenschwerpunkt) befindet sich Im Grund südwestlich des Freizeitbades Badi Talegg. Der nördlichste Punkt ist die Töss nördlich des Bauernhofes Neumoos, der östlichste Punkt liegt an der Strasse Oberembrach–Pfungen bei der Abzweigung zum Freienhof. Der südlichste Punkt befindet sich am nordwestlichen Rand der Multikomponentendeponie Zürcher Unterland (DEZU) – einer ehemaligen Lehmgrube, und der westlichste Punkt am Waldrand bei der Plattenwiese unweit der Strasse Embrach–Winkel.

## Bevölkerung
| Jahr      | 1850  | 1900  | 1950  | 2000  | 2005  | 2010  | 2015  | 2020  | 2022   | 2023   |
| --------- | ----- | ----- | ----- | ----- | ----- | ----- | ----- | ----- | ------ | ------ |
| Einwohner | 1'429 | 1'581 | 1'958 | 7'380 | 8'269 | 8'856 | 9'143 | 9'600 | 10'001 | 10'286 |

Ausländeranteil 2023: 30,8 %

Konfessionen 2023: reformiert 24,9 %, katholisch 21,5 %, andere/keine Konfessionszugehörigkeit 53,6 %

## Wirtschaft

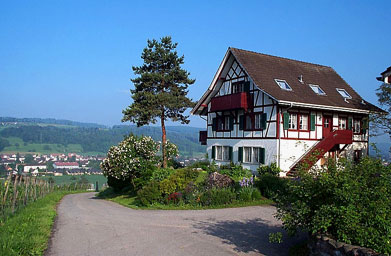
Weinbauernhaus auf dem Guldenberg

In Embrach gibt es 4241 Privathaushalte (Stand 2022). Die Bevölkerungsdichte beträgt 788,4 Personen pro km². Gut jeder zweite (56 %) Embracher besitzt ein Auto. Embrach bietet 3748 Arbeitsplätze (Stand 2021). Der Dienstleistungssektor hat einen Anteil von gut 78 % der Arbeitsplätze, das verarbeitende Gewerbe und die Industrie gut 20 %, und der Rest verteilt sich auf 24 Landwirtschaftsbetriebe. Die Arbeitslosigkeit beträgt etwa 1,5 % (Stand 2023). 58'300 SFr. (51'300 SFr. Median) verdient ein Embracher Erwerbstätiger durchschnittlich (Stand 2022 bzw. 2020).
In Embrach gibt es 17 Restaurants (Stand 2021) und 1 Hotel (Stand 2023).

### Bildung
Die Schulpflege trägt als Behörde die Verantwortung für die ordentliche Erfüllung sämtlicher Aufgaben. Sie ist primär auf der strategischen Ebene tätig. Für die operativen Aufgaben setzt sie eine Schulleitung ein. Die Schulleitung gewährleistet die pädagogische, personelle und administrative Leitung im Rahmen der ihr übertragenen Kompetenzen. Sie unterstützt und berät die Schulpflege in allen Belangen der Schule. Die Schulverwaltung sorgt für einen verwaltungstechnisch und organisatorisch professionell geleiteten Schulbetrieb. Die Schule ist in Kindergarten, Primar- und Sekundarschule gegliedert. Etwa 1700 Embracher Schüler werden an verschiedenen Standorten inner- und ausserhalb der Gemeinde unterrichtet. Drei Hauptstandorte sind im «Dorf», «Hungerbühl» und im «Ebnet». Neben diversen Rasenplätzen stehen Turnhallen zur Verfügung. Anfang des neuen Jahrhunderts wurde im Dorf und Hungerbühl neu gebaut, saniert und ausgebaut. Die moderne klimaneutrale Dreifachturnhalle «Breite», die Aufstockung des Sekundarschulhauses im Hungerbühl und das Primarschulhaus an der Schützenhausstrasse sind zeitgemäss eingerichtete Neubauten. Berufs- und Mittelschulen sind in Bülach, Winterthur und Zürich. Studieren kann man in Winterthur und Zürich.

### Industriegeschichte
Textilindustrie

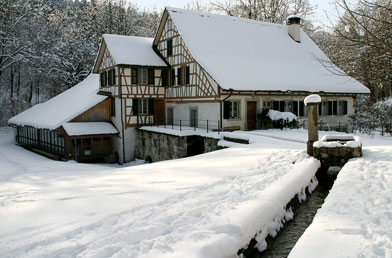
Historische Getreide- und Sägemühle, wird vom Verein Pro Haumühle betrieben

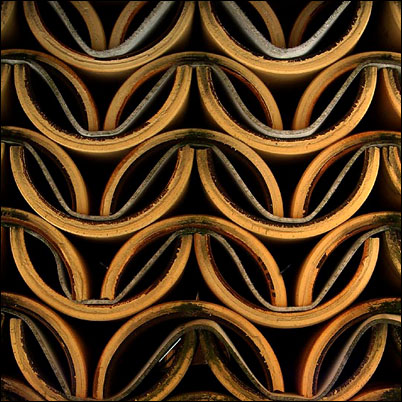
Das letzte Embracher Steinzeug

Als erster Industriebetrieb von Embrach wurde 1871 die Seidenzwirnerei Zinggeler eröffnet. Das Gebäude wurde 1988 abgebrochen und das Areal zum Parkplatz für die reformierte Kirche umfunktioniert. Geblieben ist der Chlostergumpen (Naturschutzgebiet mit überkommunaler Bedeutung), der Wasserspeicher der ehemaligen Seidenzwirnerei.
Im Tal entstanden unzählige Webereien und Spinnereien. Als letzten Erben dieser Tradition kann man die Firma Spirella betrachten. Sie produziert bis heute in Embrach Duschvorhänge für den Weltmarkt. Alle anderen Betriebe sind seit 1987 verschwunden.
Tonwarenindustrie
Vorreiter in Sachen Tonwaren war die Ziegelhütte östlich der Hard an der Strasse nach Pfungen, deren Geschichte bis ins Mittelalter zurückreicht. Ofenganz, Klinkerganz, die Steinzeugfabrik, die Töpferei Zangger/Neri führten diese Tradition bis etwa 1980 fort. Heute beschränkt man sich auf den Handel mit den Gütern oder hat sich aufgelöst. Nur die Töpferei Landert produzierte noch bis im Frühjahr 2010 in Embrach.
Maschinenindustrie
Seit dem Mittelalter gab es in Embrach Schmiede, sie versorgten die Bauern mit Werkzeugen, später mit Maschinen für den Ackerbau. Im Laufe der Zeit entstanden weitere Betriebe. Meili Waffen bis 1914 – Bölsterli «Setma»-Elektromotoren – Zwinggi Waschmaschinen, Wasserkraftanlagen, Müllereimaschinen – Karl Keller Präzisionsmechanik – Krebser Kehrli Medizintechnik – Oskar Diener Medizintechnik und Präzisionsmechanik – Abraham Ganz, Industriepionier in Ungarn aus Embrach.
Kommunikation
Die Telekommunikation hielt in Form des Telegrafen 1872 Einzug in Embrach, 23 Jahre später gab es den ersten Telefonanschluss, und seit 1992 kann jeder mobil telefonieren. Für das Breitbandinternet und das digitale Fernsehen stehen mehrere Anbieter bereit.
Ein Problem ist der analoge Radioempfang, verschiedene Anläufe, den Empfang aus dem Raum Zürich zu verbessern, sind gescheitert, zuletzt ein Projekt auf dem Sonnenberg.

### Rohstoffe und Bodenschätze
Quarzsand für die Glashütte in Bülach wurde lange in Embrach gefördert, es bestand sogar ein Bergwerk dafür am Hang östlich des Dreispitzes.
Unter Embrach liegen grosse Kiesvorkommen, ein grosser Teil davon ist jedoch schon abgebaut. Das Abbaugebiet reichte einst bis dort, wo heute der Coop steht.
Die Wasserkraft wurde schon im 9. Jahrhundert von der Illinger Mühle genutzt; ab Mitte des 19. Jahrhunderts staute die aufkommende Industrie jedes Rinnsal und baute eine Vielzahl von Wasserspeichern im Tal, um die Kraft des Wassers zu nutzen. In der Haumühle dreht (wieder) ein Wasserrad, und seit 2004 produziert ein Kleinkraftwerk an der Töss (halb auf Gemeindeboden) wieder Strom für bis zu 1000 Personen.

### Verkehr

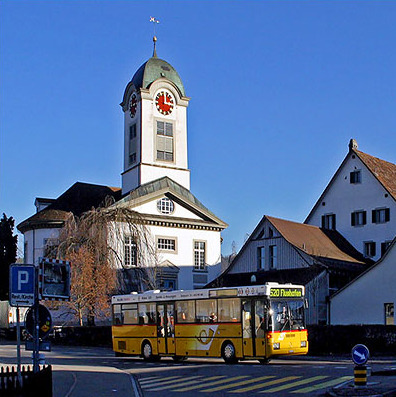
Reformierte Kirche, Postauto Linie 520

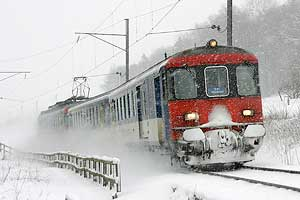
Die alte S41, heute fahren leichte und leise GTW der Thurbo

#### Mittelalterlicher Handelsweg
Die Strecke Kloten – Embrach – Andelfingen war Teil eines mittelalterlichen Handelsweges aus dem süddeutschen Raum. Die Strecke ging von Stein am Rhein über Stammheim, Andelfingen, Pfungen, Embrach nach Kloten, von dort nach Baden, weiter nach Genf und Lyon zu den Messen. Die Strasse wurde auch für den Warenverkehr nach Frankreich und Spanien benutzt und war lebhaft begangen. Transportiert wurden vor allem Wein, Eisen, Salz, Leinwand, Früchte und Gewürze, wie Aufzeichnungen des Zolls in Kloten zeigen. Der Weg wird in frühen Karten als Fahrweg ohne Befestigung, Feldweg, vereinzelt sogar nur als Saumweg dargestellt.

#### Moderner Strassenbau
Der Brückenbau 1838 über die Töss bei Bruni, heute Tössallmend Neftenbach, macht diesen Flussübergang wetterunabhängig. Damit ist der Weg frei für den Strassenbau Pfungen – Embrach – Rorbas. Diese gedeckte Holzbrücke stand bis 1974 und wurde aus denkmalpflegerischen Gründen flussaufwärts beim Winterthurer Reitplatz für den Forstverkehr neu aufgebaut. Bei Rorbas wurde 1840 eine steinerne Brücke über den Wildbach gebaut. Die Cholschwärzi (der rutschige feuchte Wald am Nordhang des Blauen über der Töss) ist eine geologische, hydrologische Problemzone, die seit dem Mittelalter immer wieder zu Akteneinträgen führte, die Strasse dort konnte erst 1850 fertiggestellt werden.
Richtung Süden wurde die Strecke Embrach – Lufingen – Marchlen – Kloten von 1841 bis 1850 gebaut. 12 Jahre später fuhr auf dieser Strecke die tägliche Postkutsche Rorbas – Embrach – Kloten – (Zürich). Im Norden entstand von 1842 bis 1843 das Strassenstück Rorbas – Wagenbrechi – Chrüzstrass – Glattfelden. Über die Hügelkette im Westen wurde 1857 der Strassenbau in Angriff genommen. Ab 1858 war die Strecke Embrach Dreispitz – Eschenmosen – Bülach mit ihren sanften Anstiegen das ganze Jahr befahrbar. Frühere Verbindungen nach Bülach waren steile, unbefestigte Karr- und Saumwege, in erbärmlichstem Zustand.
Der Strassenbau Embrach – Nürensdorf erfolgte 1864. Damit war das Tal über ein modernes Strassennetz aus allen Richtungen erreichbar.
Diese neuen Kunststrassen und Brücken wurden nach französischem Vorbild gebaut mit fundamentiertem Trassee von über 5 Metern Breite. Der Belag bestand aus Kies, teilweise Naturasphalt aus dem Kanton Neuenburg. Diese Strassen und Brücken hielten den Belastungen und dem Volumen des modernen Verkehrs bis 1970 stand.
Seit 1905 werden die Strassen Embrachs elektrisch beleuchtet. Das Restaurant «Zum Wilden Mann», eine Trinkstube mit jahrhundertealtem Tavernenrecht, wurde 1929 abgebrochen, damit der zunehmende Strassenverkehr besser durch das Zentrum von Embrach rollen konnte.
Das erste Strassengesetz von 1833 leitete den liberalen Strassenbau im Kanton ein. Die bis dahin schlechten Verbindungen wurden in kürzester Zeit auf den neusten Stand gebracht. In einer ersten Tranche wurden 16 bestehende Verbindungen zu Strassen 2. Klasse ausgebaut. Das hiess: mit Steinbett, möglichst gerade Linienführung, Höhendifferenzen mit Kurven entschärft.

#### Von der Postkutsche zum Zürcher Verkehrsverbund
Das Tal erhielt 1862 für 20 Jahre eine Postkutsche auf der Strecke Rorbas – Embrach – Kloten.
Die Schweizerische Nordostbahn (NOB – Direktor Alfred Escher) erhielt 1870 die Konzession für den Bau der Eisenbahnlinie Winterthur – Embrach – Bülach – Koblenz. Baubeginn war 1874, es wurden durchschnittlich 1400 Arbeiter aus Italien, 225 Rollwagen und 60 Pferde eingesetzt. Der Wildbach bei der Haumühle wurde 1875 mit einer Eisenbahnbrücke (Metall/Stein) überspannt. Die Brücke musste 1907 verstärkt werden und wurde 1950 als Steinbogenbrücke neu gebaut. Der Dättenberg wurde am 23. Oktober 1875 durchstochen. Der Tunnel und die ganze Bahnlinie wurden 1876 eröffnet. Das Siedlungsgebiet Embrachs entwickelte sich als Folge in nördlicher Richtung, der Dorfcharakter wandelte sich vom Haufendorf zum lang gezogenen Strassendorf. Die NOB wurde 1902 in die SBB eingegliedert.
Die erste konzessionierte Buslinie nahm ihren Betrieb 1932 auf der Strecke Rorbas – Freienstein – Embrach – Kloten auf. Die Konzession ging 1942 an die PTT, und die Linie begann neu in Teufen. Heute wird die Linie 520 von PostAuto betrieben und führt von Teufen am Rhein über der Tössegg über die Station Embrach-Rorbas zum Flughafen Zürich Kloten.
Der Zürcher Verkehrsverbund (ZVV) optimiert seit 1990 die Anschlüsse mit S-Bahn und Buslinie. Embrach ist im Halbstundentakt an die Städte Bülach (5 Minuten), Kloten (10 Minuten), Winterthur (20 Minuten) und Zürich (35 Minuten) angeschlossen.

#### Zukunft Autobahn
Das grösste Problem der Gemeinde ist der private Verkehr. Auf der Dorfstrasse in Embrach fuhren 2007 laut Erhebung des Kantons jeden Werktag um 17'000 Motorfahrzeuge.
Bereits in der Bau- und Zonenordnung von 1953 beziehungsweise 1962 wurde eine Nordumfahrung und Ostumfahrung eingeplant. Das 1973 eröffnete Zollfreilager Embraport mit vielen Niederlassungen von internationalen Transportfirmen auf 100'000 m² Fläche sollte an eine Hochleistungsstrasse Richtung Basel angeschlossen werden.
1976 wurde die Nordumfahrung gebaut, aber eine Weiterführung durch den Dättenberg konnte bis heute nicht verwirklicht werden.
Im Richtplan Verkehr vom 26. März 2007 des Kantons Zürich ist eine Autobahn geplant, die Winterthur mit Bülach verbindet (Teil der äusseren Nordumfahrung Zürichs) und so Embrach vom Durchgangsverkehr entlasten soll. Alternativen zur vierspurigen Autobahn, ebenfalls im obigen Richtplan eingetragen, sind wieder einmal eine Ostumfahrung Embraport – Lufingen sowie ein Tunnel durch den Dättenberg nach Bachenbülach. Das Geld für beide Vorhaben ist weder mittel- noch langfristig in Sichtweite.

## Geschichte

### Frühzeit

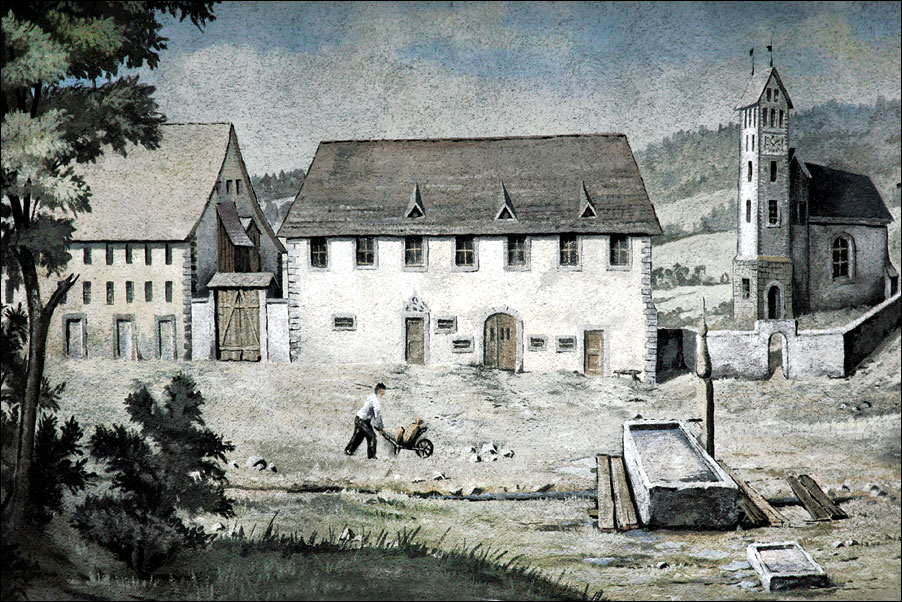
Zehntenscheune, Amtshaus und alte Kirche von Embrach. Radierung von David Herrliberger von 1740/1741

Erste Spuren einer Besiedlung sind Grabfunde beim Ofengupf in Oberembrach aus der Bronzezeit um 800 v. Chr. Im Einzugsgebiet des Embrachertals sind viele römische Siedlungen dokumentiert. Im Tal selbst gibt es nur wenige römische Spuren, dokumentiert sind nur wenige Münz- und Scherbenfunde. Mit Sicherheit ist der Name Embrach gallorömischen Ursprungs. Imbriacus (1044 erstmals niedergeschrieben als Imbriaguam), von Imbri (Regen) Acus (Acker), also Regenacker. Oder Imbrex (römischer Rundziegel) Acus, also Acker des Zieglers.

### Mittelalter mit schriftlichen Zeugnissen
Alemannische Besiedlung um 750 und erste urkundliche Erwähnung 820 finden sich zu Weiler und Mühle Illingen als Güter des Grossmünsters in Zürich (Rotulus, mit Urbar). Die Mühle ist eindeutig ein Zeichen für ausgedehnten Ackerbau im Embrachertal.
Ausgrabungen der Denkmalpflege legten 1992 die Grundmauern des ersten Klosters frei (datiert auf das 9. Jahrhundert), des Vorgängerbaus des Chorherrenstifts St. Peter.
Hunfried, Domherr zu Strassburg, überschrieb 1044 Embrach dem Bischof Wilhelm von Strassburg. Das bestehende Chorherrenstift wurde der Kirche Strassburg geschenkt (Hunfried-Urkunde). Die weltliche Macht ging in der Folge an die Toggenburger. Von Heidegg (sie hatten ein Tavernenrecht) und Bochsler waren in Embrach wohnhafte Adlige des 14. Jahrhunderts. Im Sempacherkrieg 1386 plünderten und brandschatzten Eidgenossen Kirche und Stift. Der Wiederaufbau begann 1392. Erbstreitigkeiten um die Ländereien der Toggenburger führten 1444 zum Alten Zürichkrieg. In diesen Wirren wurden grosse Teile des Dorfs Embrach samt Chorherrenstift wiederum von den Eidgenossen vollständig zerstört. Dorf, Stift und Kirche wurden ab 1446 neu aufgebaut.

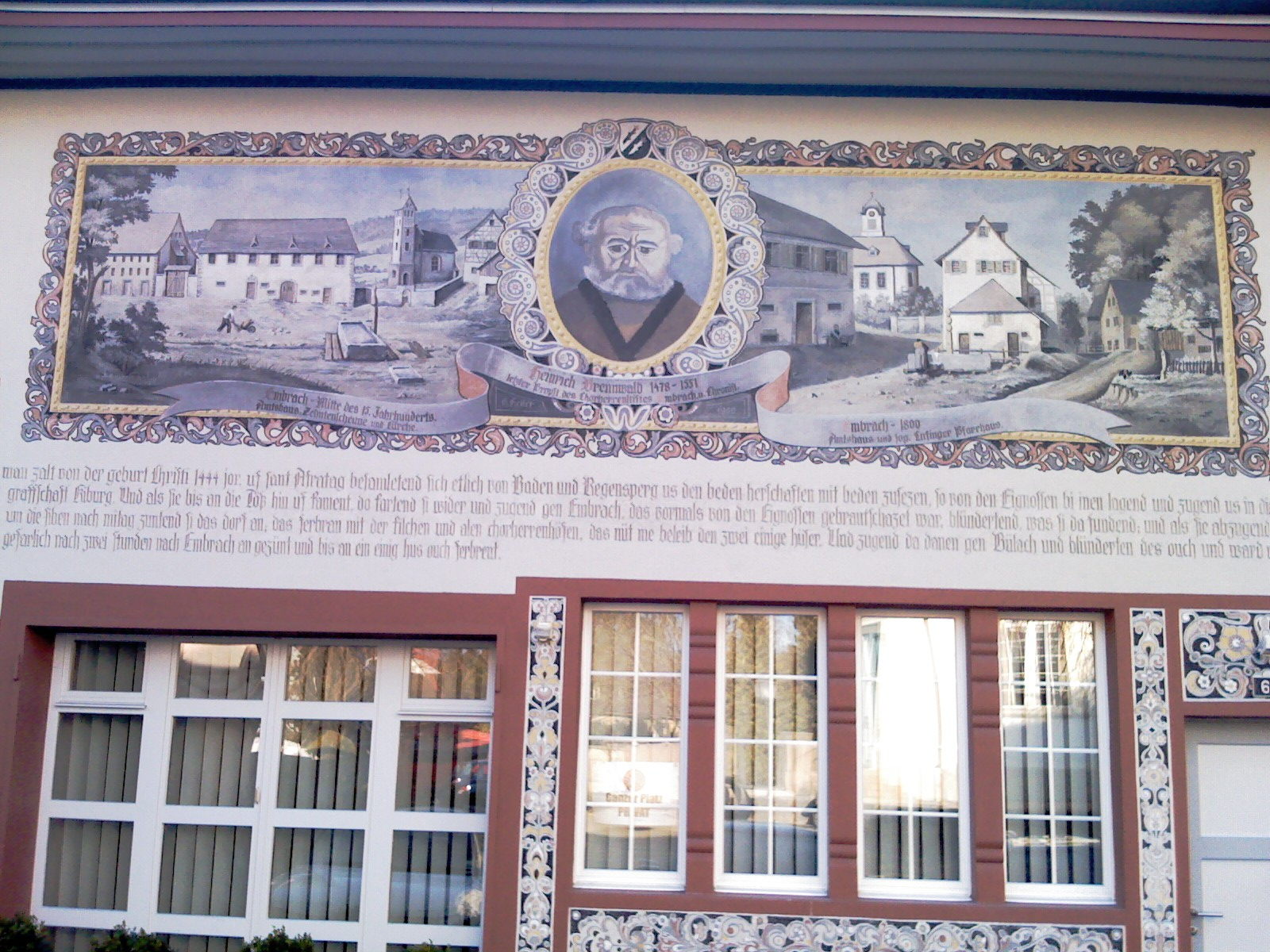
Fassadengemälde, das an Embrachs Zerstörung 1444 durch die Eidgenossen erinnert

Embrach wurde 1452 eidgenössisch, es gelangte mit der habsburgischen Kyburg an die Stadt. Eine Lateinschule im Chorherrenstift ist für 1454 dokumentiert.
Um die Jahrhundertwende 1500 wuchs die Bevölkerung stark. Die Folgen waren massive Teuerung, Lohnzerfall und weit verbreitete Armut. Es folgte das, was wir heute als Wirtschaftsförderungsprogramm bezeichnen würden. Weinbau und Holznutzung wurden gefördert, die Steuern erlassen und Arme versorgt. Der Weinbau beschäftigte mehr Menschen als die Ackerwirtschaft. Rodungen vergrösserten die Anbaufläche, führten aber zu Rechtsunsicherheit, was zu der Zeit zu Embrach aktenkundig wurde.

### Von der Reformation zur Zivilgemeinde
Heinrich Brennwald (1478–1551, Autor einer vierbändigen Schweizerchronik) trat 1518 als letzter Propst des Chorherrenstifts Embrach an. Das Chorherrenstift unter Brennwald wurde 1524 im Zuge der Zürcher Reformation säkularisiert. Embrach war von nun an reformiert.
Ein stufenweise eingeführter Zuwanderungsstopp ab 1556 sollte den wirtschaftlichen Zusammenbruch verhindern. Das heutige Gemeindewappen mit zwei gekreuzten Petrus-Schlüsseln trat 1547 erstmals in Erscheinung. Mit der Reformation von Zwingli wurde mehr und mehr in die Schulbildung der Kinder investiert. Der Unterricht fand in der Gemeindestube des Wirtshauses und ab 1740 im Gesellenhaus von 1522, heute als «Altes Gemeindehaus» bekannt, statt. Die ersten Lehrer waren Kirchenleute, ab 1640 wurde das Amt des Lehrers vornehmlich mit zivilen Personen besetzt.
Ein extrem langer kalter Winter 1571 verursachte eine gewaltige Teuerung (teilweise 1000 %) bei Lebensmitteln und Boden. Zürich bewilligte der Gemeinde die Verpfändung von grossen Teilen des Gemeindeeigentums, damit sich die Gemeinde «by diser treffenlichen schweren Thürung» selbst helfen konnte. Ein Fünftel der Einwohner wurde zur unterbäuerlichen Schicht und war wegen der misslichen Umstände auf Almosen der Gemeinde angewiesen.
Die sehr umfangreichen gemeindeeigenen Höfe, Ländereien und Wälder (unter anderen Oberbetzental, Graspelhof, Hardrütenen, Illinghof, Oberbalsberg) wurden 1686–1695 zur Nutzung als Ackerland an Gemeindebürger abgetreten.
Ein lokales Hagelunwetter verwüstete 1715 das Dorf. Eine grosse Spendesumme aus der ganzen Region und Zürich kam zur Behebung der Schäden zusammen. Die Reparaturen dauerten 2–3 Jahre. Der Hardwald wurde 1739 von Herbststürmen flachgelegt, der wirtschaftliche Schaden für die Gemeinde war gewaltig. 1746 musste die Gemeinde das Gemeindehaus und die Gemeindemetzgerei verpfänden, um ihre Aufgaben zu bewältigen. Auch in diesen Zusammenhang gehörte das Verbot des traditionellen Gemeindetrunks bei Neueinbürgerung. Zukünftig wurde eine Einbürgerungsgebühr erhoben, die zur Linderung der Armut in der Bevölkerung eingesetzt wurde.
Ein Erdbeben erschütterte 1778 Embrach, die Kirche von 1446 stürzte ein. Der Bau war nie richtig stabil, er wurde ständig nachgebessert und repariert. Noch vor den grossen politischen Umwälzungen um die Jahrhundertwende wurde 1780 eine neue Kirche fertig gestellt. Es ist die bis heute genutzte Querovalkirche von David Vogel.

### Aufklärung Wandel

Embrach, historisches Luftbild von 1923, aufgenommen von Walter Mittelholzer

Gründung des Kantons Zürich 1803 durch Napoleon (Mediationsverfassung).
Oberembrach wurde 1809 selbstständig. Erste kantonale Volksabstimmung am 10. März 1831.
Die liberale Verfassung auf der Basis des «Memorials von Uster» stand zur Debatte. Als Folge setzte ein gewaltiger politischer, wirtschaftlicher und staatlicher Aufschwung ein. Dabei wurden auch die bis dahin schlechten Verkehrsverbindungen in Angriff genommen. In rascher Folge wurde die Landschaft mit Strassen (1838–1864) und Eisenbahn (1874–1876) erschlossen. Das Amtshaus in Embrach wurde 1831 als Verwaltungszentrum aufgehoben, und Bülach ist seither Bezirkshauptort. Ein Briefträger verteilte ab 1850 die Post im Dorf und Umgebung.
Am Osterdienstag 1856 wurde Eduard Gotthard Engel Opfer eines Raubmords. Schon am 2. Juli 1856 wurden die beiden Täter, die Taglöhner Jakob Bosshard und Jakob Reinberger, in Zürich mit der Guillotine enthauptet. Tausende Schaulustige waren Zeugen. Dies war eine der letzten zivilen Exekutionen im Kanton Zürich.

### Bis zur Gegenwart

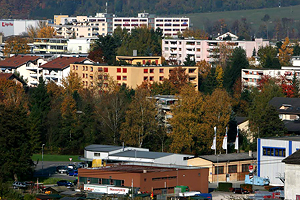
Gewerbe, Altersheim, Im Feld, Embraport

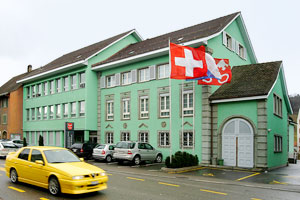
Das Gemeindehaus in Grün

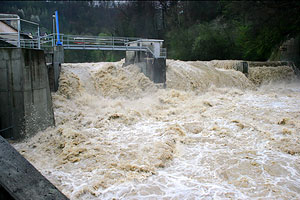
toesStrom AG, Wasserkraftwerk an der Töss

Lange Zeit wurde im Embrachertal Energie aus Wasserkraft genutzt, diverse Weiher zeugen noch heute davon. Das änderte sich, als 1904 das Elektrizitätswerk gegründet wurde. Ein Jahr danach wurden die Strassen elektrisch beleuchtet.
Das Gemeindehaus an der Dorfstrasse entstand 1920. Der Chlostergumpen wurde während der Wirtschaftskrise mit einer Arbeitsbeschaffungsmassnahme 1934 zum Schwimmbad «Zwinggi» hergerichtet, mit Sprungturm notabene. Das Ende kam 1965 wegen massiver Wasserverschmutzung; Oberembrach und Lufingen leiteten ihr Abwasser in die Zuflüsse.
Eine Gesamtmelioration erfolgte 1963–1965, nicht jeder war mit dem Resultat zufrieden. Die Verteilung des potentiellen Baulands war zu einseitig erfolgt.
Wegen seiner geographisch günstigen Lage zu Winterthur, Bülach, Zürich und insbesondere zum Flughafen Zürich wurde Embrach 1960–1965 immer mehr zur Schlafgemeinde. Die Swissair baute am Dreispitz ein ganzes Wohnquartier für ihre Angestellten. Östlich des Dorfkerns am Sonnenberg entstanden im ehemaligen Rebbaugelände Einfamilienhäuser an bester Lage. Im Feld wurden moderate Wohnblocks gebaut. Sieben Jahre nach der Schliessung des «Zwinggi» erhielten die Embracher ein 1972 gebautes Hallen- und Freibad, die heutige «Badi Talegg». Sie wurde 2004–2005 saniert und erweitert.
Eine riesige Baustelle zeigte 1972 grosse Veränderungen am Nordrand von Embrach. Das Zollfreilager Embraport öffnete 1973 seine Tore, sozusagen ein Stück Ausland in der Gemeinde. Das Zollfreilager wurde bis heute (Stand 2023) nicht optimal ans Nationalstrassennetz angebunden.
Nach langer Planung beginnend 1918 (ab 1945 war der Standort Embrach im Gespräch) konnte erst 1974 die dritte Psychiatrische Klinik des Kantons Zürich auf der Embracher Hard eröffnet werden. Das Psychiatrie-Zentrum Hard ist ein wichtiger Arbeitgeber geworden. Auf dem Areal ist seit 1989 ein Durchgangszentrum für Asylbewerber.
Die Umsetzung des Psychiatriekonzepts für den Kanton Zürich vom August 1998 bedeutet, ambulante und teilstationäre Angebote auf- und stationäre Angebote abzubauen. Das Psychiatrie-Zentrum Hard verliert an Bedeutung und sucht neue Aufgaben. 2008 wurde das Pflegezentrum vom Krankenheimverband Zürcher Unterland (KZU) in einem Teil der Gebäude der Hard neu eröffnet.
Die Gemeinden des Embrachertals betreiben seit 1982 das Regionale Altersheim Embrachertal. Eine Sanierung und Erweiterung wurde 2008 beschlossen, das Haus bietet für 100 betagte Menschen altersgerechten Wohn- und Pflegeraum.
Orkan Lothar verwüstete 1999 auf dem Blauen und dem Dättenberg grosse Flächen Gemeinde- und Privatwald. Die wirtschaftlichen Folgen sind vergessen, und die Natur erholt sich prächtig, wie man beispielsweise rund um den Tisch auf dem Blauen sehen kann.
Die Tössschlucht an der nördlichen Grenze Embrachs wurde 2003 in die Liste der Auengebiete von nationaler Bedeutung aufgenommen.
Das trifft auch auf die seit 1965 existierende Jagdschiessanlage Au (teilweise in obigem Schutzgebiet) zu. Ein Bericht des Regierungsrates des Kantons Zürich stellte erhebliche Umweltbelastungen fest, vor allem polyzyklische aromatische Kohlenwasserstoffe (PAK). Dieser Stoff stammt aus den verwendeten Tontauben. Diese sind heute verboten. Die Bleibelastung ist sehr hoch und übersteigt den schweizerischen Grenzwert deutlich. Die Anlage ist im Herbst 2008 vorübergehend geschlossen worden. Sanierungsmassnahmen werden geprüft.
Am äussersten Rand des Gemeindebannes wurde 2004 das Tösskraftwerk beim «Blumer Areal» in Freienstein von der toesStrom AG modernisiert. Die Leistung beträgt 2'000'000 kWh pro Jahr, das ist der Strombedarf von etwa 1000 Personen im Kanton Zürich. Die Elektrizitätswerke des Kantons Zürich (EKZ, Übernahme von EW Embrach im April 2010) sind an der Firma finanziell beteiligt und für den Betrieb verantwortlich.

## Politik

### Gemeinderat
(Stand Legislatur 2022–2026)
- Rebekka Bernhardsgrütter Derungs, Die Mitte, Gemeindepräsidentin
- Silvia Bosshard, SVP, 1. Vizepräsidentin, Finanzen, Steuern und ICT
- Roland Schildknecht, parteilos, 2. Vizepräsident, Bevölkerungsdienste
- Philipp Baumgartner, parteilos, Bildung, Präsident Primarschulpflege
- Roland Zehnder, FDP, Gesellschaft

### Parteistärken

Embrach

| Nationalratswahlen (in %) | 1925 | 1939 | 1947 | 1959 | 1967 | 1979  | 1987  | 1999  | 2007  | 2011 | 2015 | 2019 | 2023 |
| ------------------------- | ---- | ---- | ---- | ---- | ---- | ----- | ----- | ----- | ----- | ---- | ---- | ---- | ---- |
| SVP                       | 44,5 | 49,6 | 33,6 | 30,8 | 16,2 | 28,3  | 26,2  | 39,7  | 42,8  | 38,9 | 40,9 | 41,9 | 41,1 |
| SP                        | 31,3 | 16,8 | 35,2 | 29,4 | 35,5 | 27,3  | 17,2  | 18,1  | 17,5  | 15,8 | 16,4 | 12,2 | 12,2 |
| LDU, ab 2007 glp          | –    | 8,6  | 4,7  | 6,6  | 11,1 | 7,3   | 5,2   | 1,9   | 5,2   | 8,9  | 6,0  | 12,0 | 12,0 |
| FDP                       | 15,6 | 10,1 | 10,7 | 17,8 | 23   | 16,0  | 16,4  | 12,8  | 9,3   | 9,2  | 11,8 | 10,7 | 10,7 |
| CVP, ab 2021 Die Mitte    | 7,2  | 3,3  | 5,2  | 6,7  | 5,8  | 7,4   | 5,3   | 7,3   | 8,3   | 5,0  | 5,1  | 6,0  | 9,8  |
| Grüne                     | –    | –    | –    | –    | –    | –     | 12,2  | 3,4   | 7,7   | 4,0  | 3,7  | 7,8  | 7,8  |
| EDU                       | –    | –    | –    | –    | –    | 0,4 * | 1,8 * | 1,8 * | 2,1 * | 5,3  | 4,3  | 3,4  | 2,4  |
| EVP                       | –    | 10,6 | 9,7  | 8,7  | 8,4  | 9,6   | 6,4   | 3,8   | 4,5   | 2,7  | 2,9  | 3,3  | 3,7  |

## Kirchen

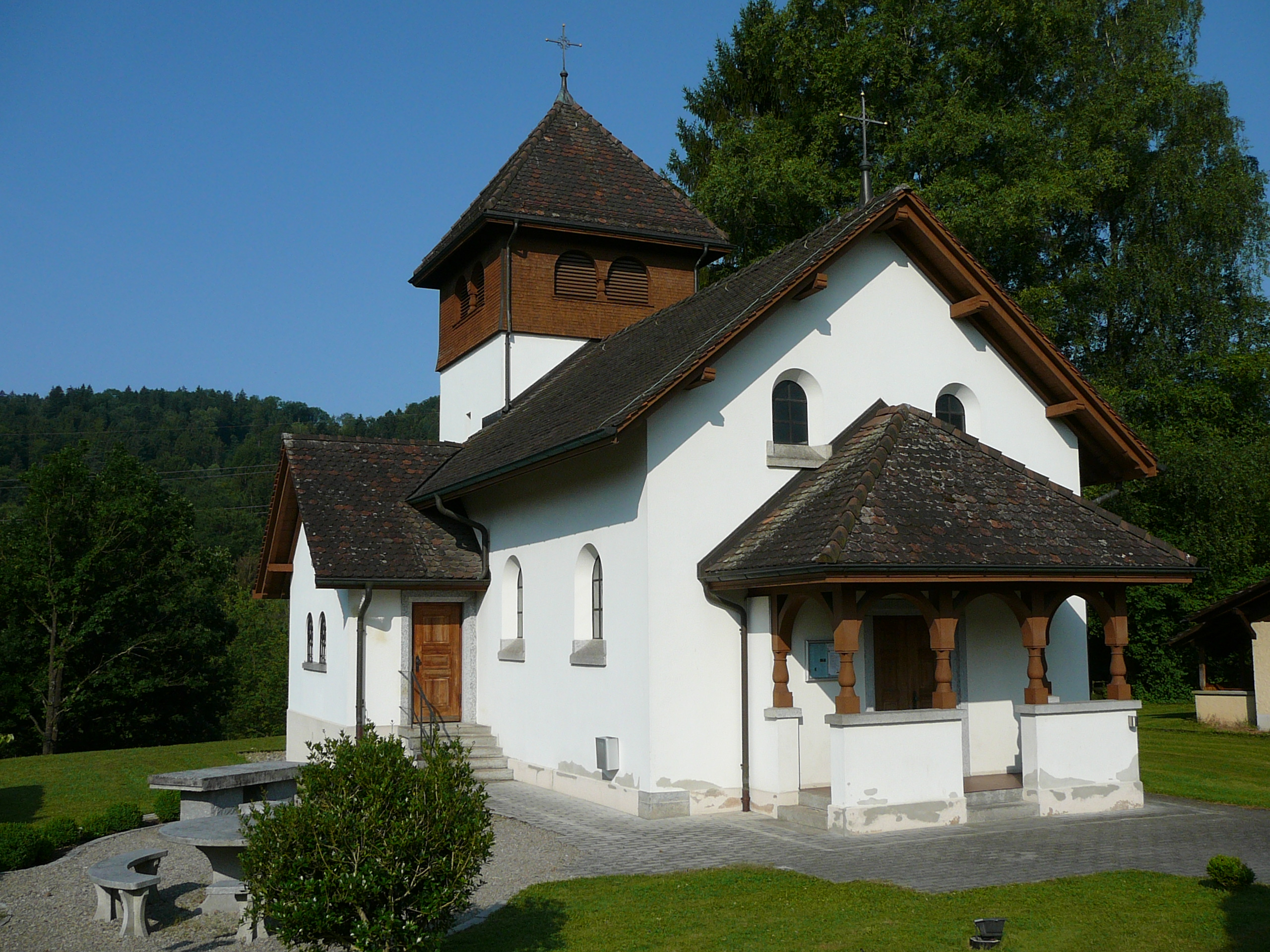
Katholische Kapelle St. Petrus von 1924

Im Mittelalter existierte in Embrach das Chorherrenstift St. Peter, welches im Zuge der Reformation aufgelöst wurde. Heute gibt es in Embrach vier Kirchen:
Die Evangelisch-reformierte Kirche besitzt
- die Reformierte Kirche Embrach. Sie ersetzte als Neubau die im Jahr 1778 zusammengestürzte gotische Kirche des Chorherrenstifts St. Peter und befindet sich an der Ecke Chorherrengasse/Pfarrhausstrasse. Die heutige Kirche ist eine Querovalkirche des frühen Schweizer Klassizismus und steht unter Baudenkmalschutz. Erbaut wurde sie in den Jahren 1779–1780 nach Plänen des Architekten David Vogel.

Die Römisch-katholische Kirche ist in Embrach mit der Kirchgemeinde St. Petrus Embrachertal vertreten. Diese Kirchgemeinde ist neben Embrach auch für Lufingen, Oberembrach, Rorbas und Freienstein-Teufen zuständig. Sie besitzt in Embrach zwei Kirchen:
- Die Kapelle St. Petrus wurde im Jahr 1924 nach Plänen des Architekten Joseph Steiner erbaut. Sie steht an der Rheinstrasse nahe dem Bahnhof Embrach und war bis zum Bau des Pfarreizentrums die erste katholische Pfarrkirche von Embrach nach der Reformation. Die Kapelle wurde im neoromanischen Stil erbaut und wird heute für kleinere Gottesdienste, Taufen und Hochzeiten verwendet.
- Das Pfarreizentrum St. Petrus befindet sich am Steinackerweg und beherbergt neben der Kirche und diversen Räumen auch das Pfarrhaus der Pfarrei. Das Pfarreizentrum wurde in den Jahren 1979–1980 nach Plänen des Architekturbüros Tanner und Loetscher, Winterthur erbaut. In den Jahren 2004–2005 wurde das Pfarreizentrum nach Plänen des Architekten Walter Hollenstein um Säle und einen Meditationsraum erweitert.

- Die Evangelisch-methodistische Kirche von Embrach befindet sich an der Hungerbühlstrasse.

## Persönlichkeiten

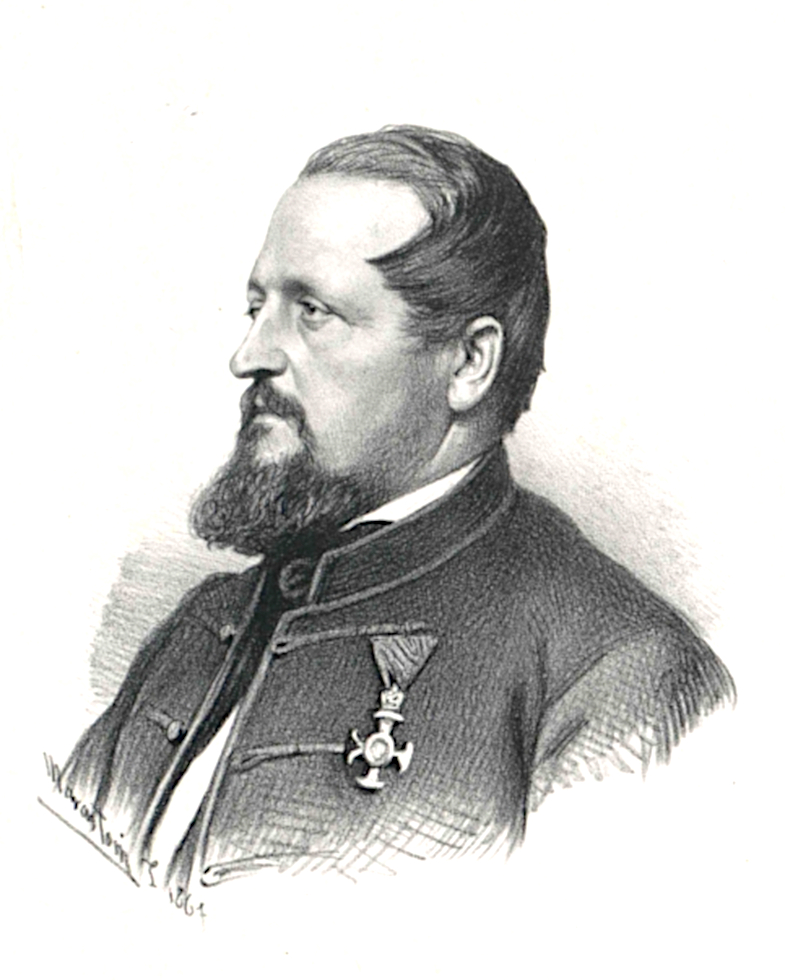
Abraham Ganz

- Heinrich Brennwald (* 1478 in Zürich; † 1551 in Zürich) war von 1498 bis 1524 Chorherr und Propst in Embrach. Verfasser der ersten Schweizer Chronik
- Jakob Ganz (* 1791 in Embrach; † 1867 in Embrach) war Prediger der Erweckungsbewegung und religiöser Schriftsteller
- Salomon Tobler (* 1794 in Zürich; † 1878 in Zürich) war von 1840 bis 1864 Pfarrer von Embrach und schrieb hier sein Versepos Columbus
- Abraham Ganz (* 1814 in Unter-Embrach; † 1867 in Budapest, Ungarn), Industriepionier
- Otmar Blumer (* 1848 in Glarus; † 1900 in Unter-Embrach), Baumwollfabrikant, Zürcher Ständerat, Zürcher Grossrat, Oberbrigadier der Kavallerie
- Wilhelm Meier (* 1880 in Embrach; † 1971 in St. Gallen), Bildhauer
- Karl Kolb (* 1889 in Hörhausen, Thurgau), Tierarzt, 48 Jahre Schulpflege, 24 Jahre Gemeindepräsident, Oberst im Aktivdienst
- Heinrich Bütler (* 1893 in Embrach; † 1983 in Schaffhausen), Geologe und Grönlandforscher
- Fritz Ganz (* 1916 in Neftenbach; † 1992 in Embrach), Elektromonteur, Radrennfahrer, Verwaltungsrat EWZ und NOK, Gewerkschafter, 16 Jahre Schulpflegepräsident, Präsident der Altersheim-Kommission, Aufsichtsrat KZU, Gemeindepräsident, Kantonsrat, Kantonsratspräsident, Nationalrat
- Heinz Isler (* 1960 in Embrach), Radsportler

## Kultur und Freizeit

### Künstler
Hedwig Neri

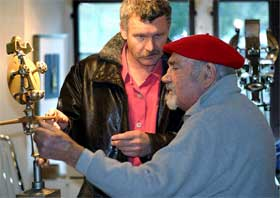
Alain Garnier (rechts) in seiner Galerie

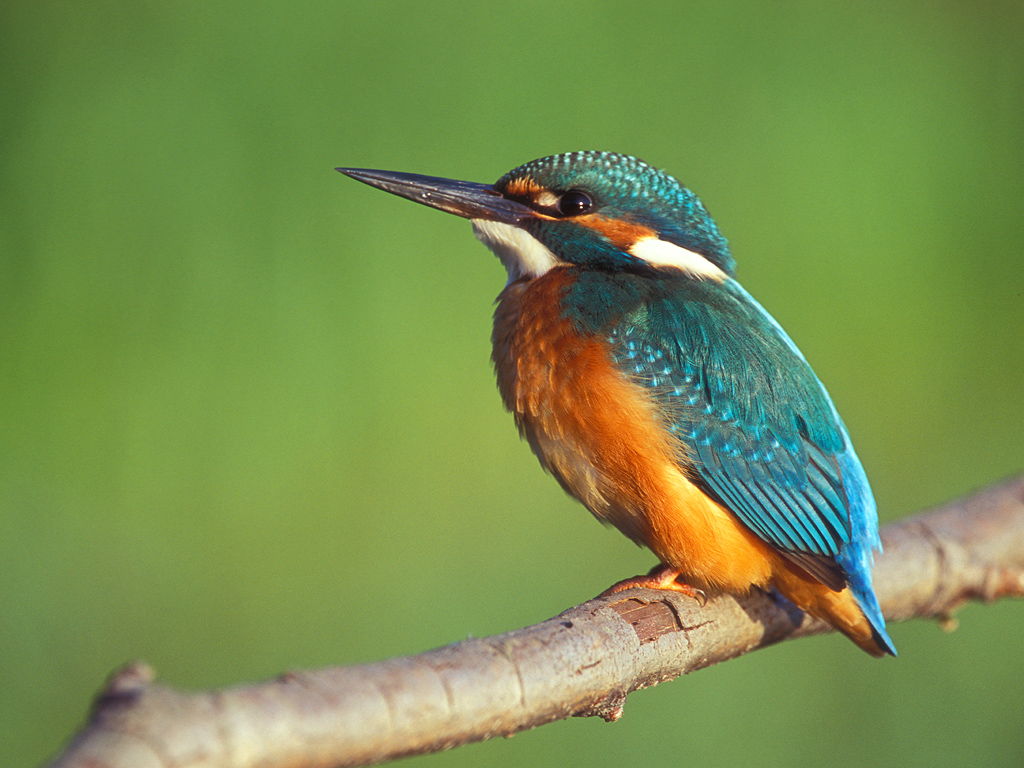
Eisvogel, den man ab und zu sieht

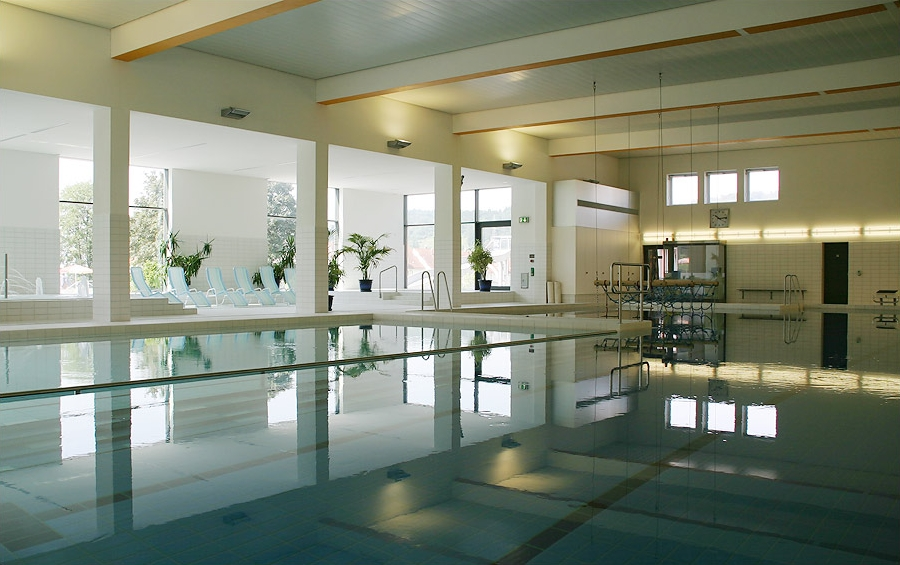
Badi Talegg, Hallenbad Embrach

Hedwig Neri (* 1914 in Embrach; † 1997 in Embrach) Die Keramik- und Fayencemalerin Hedwig Zangger-Neri arbeitet ab 1945 neben Ton mit Glas, Textilien, Bleistift und Ölfarbe. Ein Beispiel ist das Bild aus Murano-Glas in der Abdankungshalle. Unweit davon, im alten Amtshaus, leben und wirken die Neris. Das Haus ist ein Ort der Kultur und lockt viele Künstler an. Ruedi Walter, Inigo Gallo und Margrit Rainer sind häufige Gäste.
Heute im Jahr 2008 führen Nicola Di Capua und die Sopranistin Gabriela Bergallo das Zepter im geschichtsträchtigen Amtshaus.
Bella Neri

Bella Neri, die Tochter Hedwig Neris, wurde in Zürich zur Schauspielerin ausgebildet und macht Karriere beim Cabaret Fédéral, in Film und Fernsehen. Sie arbeitet mit Margrit Rainer, Ruedi Walter, Stephanie Glaser, Walter Roderer und vielen mehr. Heute beschäftigt sich Bella Neri neben ihrer Bühnentätigkeit mit Produktionen aller Art für Kinder.

Alain Garnier

Alain Garnier (* 30. April 1926 in Blois, Frankreich; † 2005 in Embrach) Résistance, Studium an der École des Beaux-Arts in Paris. Maler, Keramiker, Eisenplastiker.

Eines seiner frühen Werke ist das Bühnendekor für Jean-Paul Sartres Drama Les mouches im Theater Le vieux Colombier. Das Zusammentreffen mit Picasso 1947 beeinflusst sein Schaffen, er wendet sich der Keramik zu und wird später Designer bei Rosenthal.
Garnier zieht 1972 in die Schweiz und 1980 nach Embrach, wo er in der Obermühle eine Keramikwerkstatt mit Galerie und in der Ziegelhütte ein Metallatelier betrieb. Der Brunnen vor der Post und die Eisenplastik vor dem Schulhaus Dorf stammen von ihm. Ein tragischer Unfall kostet ihm 2005 das Leben.
Arthur Woods

Der amerikanisch-schweizerische Künstler Arthur Woods (* 1948 in Tahlehquah, Oklahoma, USA) lebt 1981–2005 in Embrach. In diese Zeit fallen diverse Space Art Projekte. Der Cosmic Dancer von Arthur Woods wird am 22. Mai 1993 zur russischen Raumstation Mir geschossen. Es ist die Verkleinerung einer Plastik aus dem Jahr 1986, die bis heute in der Wohnsiedlung «Im Grund» steht.
Arthur Woods grossflächige Ölgemälde zeigen nicht selten Motive aus der Embracher Umgebung, zum Beispiel das Bild «Sonntagsspaziergang» im Kirchgemeindehaus.
Heute besitzt Arthur Woods eine Kunstgalerie in Stein am Rhein.
Turi Schellenberg

Volksmusik-Komponist, Berufsmusiker in verschiedenen Orchestern. Turi Schellenberg ist verheiratet mit Ruth Schellenberg-Biberstein von den bekannten Geschwistern Biberstein. Sie wohnen in Embrach.

### Sehenswürdigkeiten
- Tössschlucht beim Blindensteg. Die Töss ist vom Steg bis zum Kraftwerk in Freienstein Auengebiet von nationaler Bedeutung
- Haumühle mit historischem Sägewerk und Getreidemühle angetrieben wie eh und je mit mächtigen Wasserrädern. Daneben ist das Gebiet um die Mühle ein Naturschutzgebiet von überregionaler Bedeutung. Mit seltenen Pflanzen und dem Eisvogel, den man hie und da zu Gesicht bekommt. Der Wildbach zwängt sich hier durch eine kleine Schlucht, bevor er über einen Wasserfall stürzt und in Rorbas in die Töss mündet.
- Der beste Aussichtspunkt auf das Embrachertal und auch die Alpen ist der Forenirchel hoch über Freienstein. Wanderwege ab Schloss Teufen, Dättlikon oder Freienstein. Ist auch schön mit dem Mountainbike zu fahren.
- Die reformierte Kirche Embrach ist ein bedeutendes Beispiel einer klassizistischen Querovalkirche.

### Freizeit
- Badi Talegg mit Hallenbad, Whirlpool, Freibad mit schattigem Baumbestand, Sauna.
- Rundwandern am Blauen, Waldlehrpfad. Ab Parkplatz Warpel bequem erreichbar.
- Wandern von Oberembrach bis nach Rorbas längs durch die Gemeinde, alles dem Wildbach entlang. Grillen kann man bei der Haumühle, Holz liegt bereit. Am Anfang und am Ende der Wanderung gibt es eine Postautohaltestelle, Restaurants und Parkplätze sind ebenfalls vorhanden.
- Wanderung über den Dättenberg von Augwil zur Tössegg. Auf oder nahe der Embracher Grenze schöne Sicht in die Alpen und auf das Tal. Verschiedene Gelegenheiten zum Grillen. Postauto-Haltestelle «Hinter Marchlen» und über dem Rhein in Teufen.